# Stadion Narodowy Mỹ Đình
Stadion Narodowy Mỹ Đình – wielofunkcyjny stadion w Hanoi, stolicy Wietnamu. Wyposażony jest w bieżnię lekkoatletyczną i trybuny dla 40 192 widzów. Został wybudowany w latach 2002–03. Cały obiekt okrążony jest pierścieniem trybun, ponadto wzdłuż boiska znajdują się dwie piętrowe trybuny przykryte dachem. Był areną zmagań Igrzysk Azji Południowo-Wschodniej w 2003 roku, odbywały się na nim także spotkania turniejów piłkarskich o Puchar Tygrysa 2004 i Puchar Azji 2007.